# 星天竺鯛
星天竺鯛（學名：Astrapogon stellatus），為輻鰭魚綱鈎頭魚目天竺鯛科星天竺鯛屬下的一個種，分布於中西大西洋美國佛羅里達州、巴哈馬、百慕達群島、安地列斯群島至巴西里約熱內盧海域，深度1至40公尺，本魚體延長，長橢圓形，體稍側扁，頭大、眼大，口大且斜裂，頜齒細小，鋤骨和腭骨通常具齒，舌上無齒，前鰓蓋骨平滑，體被大圓鱗，背鰭2個，尾鰭截形，體色深棕色或黑色，在胸鰭與側線之間，背鰭硬棘8枚、背鰭軟條9枚、臀鰭硬棘2枚、臀鰭軟條8枚，體長可達8公分，棲息在有水質清澈的珊瑚礁區，與女王海螺 (Aliger gigas) 有著共生關係，白天生活在海螺的外套腔內，晚上出來覓食，屬肉食性，以浮游生物為食，繁殖期時，雄魚具有口孵習性，卵約7日化成仔魚，由雄魚吐出，具短暫的仔魚飄浮期，生活習性不明，可做為觀賞魚。